# Hugh Lenox Scott
Hugh Lenox Scott, ameriški general, * 22. september 1853, Danville, Kentucky, † 30. april 1934, Washington, D.C.